# ISO 14001:2004

## Descripción
El nuevo estándar internacional ISO 14001:2015 es de carácter voluntario y permitirá a las organizaciones obtener la certificación para sus sistemas de gestión ambiental.
La versión anterior se corresponde con la norma ISO 14001:2004 de la familia de normas ISO 14000, actualmente está en un periodo de revisión que dio comienzo en febrero del año 2012.  En la nueva versión de la ISO 14001 destacamos los cambios en cuanto a su estructura establecidos por la Organización Internacional de Normalización (ISO) que ya podemos apreciar en la norma ISO/IEC 27001 y al que ya se están adaptando otras normas como la ISO 9001.

## Fases del proceso de desarrollo
El encargado del proceso de revisión de la norma ISO 14001 del año 2004 y del desarrollo futuro estándar es el comité TC 207/SC1, su Secretaria recae en la British Standards Institution (BSI).
Desde la primera versión de la norma ISO 14001:1996 hasta la versión actual han pasado 7 años. La próxima versión se hará pública en el año 2015, tras haber transcurrido 11 años. ISO revisa periódicamente este tipo de estándares internacionales para garantizar que los contenidos y requisitos estén actualizados y facilitar la adaptación a las últimas tendencias y cambios normativos.
El proceso de revisión tiene una duración prevista de 3 años. Las primeras reuniones celebradas por este comité se llevaron a cabo durante el 2012, desde ese momento se han desarrollado más reuniones que han desencadenado en la elaboración de documentos en los que se aprecian los cambios realizados en la ISO 14001.
El calendario de publicación de estos documentos:
- Working Draft WD1 (febrero de 2012)
- Working Draft WD2 (junio de 2012)
- Working Draft WD3 (octubre de 2012)
- Committee Draft ISO/CD1 (marzo de 2013)
- Committee Draft ISO/CD2 (octubre de 2013)
- Draft International Standard ISO/DIS 14001 (julio de 2014)
- Final Draft International Standard ISO/FDIS 14001 (septiembre-noviembre de 2014)
- Publicación de norma internacional ISO 14001:2015 (enero-marzo de 2015)

## Nueva estructura
La nueva ISO 14001 presenta cambios, entre ellos destacamos gracias al Anexo SL la estructura de alto nivel que presentará la nueva versión del 2015 y que será común para el resto de normas ISO.
Los apartados que formarán parte de la nueva estructura son los siguientes:
- 0. Introducción
- 1. Alcance
- 2. Referencias normativas
- 3. Términos y definiciones
- 4. Contexto de la organización
- 4.1. La comprensión de la organización y su contexto
- 4.2. La comprensión de las necesidades y expectativas de las partes interesadas
- 4.3 Determinar el alcance del sistema de gestión ambiental
- 4.4 Gestión ambiental
- 5. Liderazgo
- 5.1. Liderazgo y compromiso
- 5.2 Política ambiental
- 5.3 Funciones de la organización, responsabilidades y autoridades
- 6. Planificación
- 6.1 Acciones asociadas a las amenazas y oportunidades
- 6.2 Objetivos y planificación del medio ambiente para su consecución
- 7. Soporte
- 7.1 Recursos
- 7.2 Competencia
- 7.3 Conciencia
- 7.4 Comunicación
- 7.5 Información documentada
- 8. Operación
- 8.1 Planificación y control operativo
- 8.2 Preparación y respuesta ante emergencias
- 9. Evaluación del desempeño
- 9.1 Seguimiento, medición, análisis y evaluación
- 9.2 Auditoría Interna
- 9.3 Revisión por la dirección
- 10. Mejora
- 10.1 No conformidad y acciones correctivas
- 10.2 Mejora continua

## Cambios que aporta
Los cambios más importantes a destacar en la última versión de la ISO 14001:2015 son:
- Uso de la nueva estructura de alto nivel que es común a todas las nuevas normas ISO, establecido por el Anexo SL.
- Fomento de la necesidad de mejoras del desempeño ambiental de la organización.
- Mayor importancia de la evaluación del riesgo
- Los registros y documentos pasan a denominarse “información documentada”
- Incremento de la participación de los grupos de interés
- La alta dirección de la organización debe demostrar su responsabilidad, liderazgo y compromiso durante la gestión ambiental.
- Establecimiento de los aspectos ambientales de la organización y de los riesgos y oportunidades relacionados con ellos.
- El concepto de ciclo de vida: Las empresas deben reducir los impactos originados sobre el medio ambiente debido a la obtención de materias primas y realizar un control del tratamiento aplicado a los residuos.

## Pasos a seguir para poder certificarse en esta norma
La certificación ISO 14001 implica un proceso que generalmente sigue estos pasos:
1. Comprensión de la norma: Familiarízate con los requisitos de la norma ISO 14001. Puedes obtener una copia del estándar o buscar recursos en línea que proporcionen información sobre sus cláusulas y requisitos.
2. Compromiso de la alta dirección: La implementación de un sistema de gestión ambiental exitoso requiere el compromiso de la alta dirección. Es esencial que la dirección de la organización esté involucrada y apoye activamente el proceso.
3. Formación y concienciación: Proporciona formación a los empleados para que comprendan los principios y objetivos de la ISO 14001 y cómo sus roles contribuyen al sistema de gestión ambiental.
4. Evaluación inicial: Realiza una evaluación inicial para identificar la brecha entre las prácticas actuales de la organización y los requisitos de la norma ISO 14001. Esta evaluación sirve como punto de partida para la planificación de la implementación.
5. Desarrollo de la documentación: Desarrolla la documentación necesaria para el sistema de gestión ambiental, que incluirá la política ambiental, los procedimientos operativos y cualquier otro documento requerido por la norma.
6. Implementación: Pon en práctica el sistema de gestión ambiental según lo planificado. Esto implica la asignación de responsabilidades, la comunicación interna y la integración de prácticas ambientales en las operaciones diarias.
7. Auditoría interna: Realiza auditorías internas periódicas para evaluar el desempeño del sistema de gestión y verificar la conformidad con la norma.
8. Revisión por la dirección: La alta dirección debe revisar regularmente el sistema de gestión ambiental para asegurarse de que sea eficaz y se esté mejorando continuamente.
9. Auditoría de certificación: Contrata a un organismo de certificación externo para realizar una auditoría de certificación. Este organismo evaluará si tu sistema de gestión cumple con los requisitos de la norma.
10. Obtención de la certificación: Si la auditoría de certificación es exitosa, recibirás la certificación ISO 14001. La certificación suele ser válida por un período de tiempo específico, después del cual se requiere una auditoría de seguimiento para mantener la certificación. Es importante tener en cuenta que la implementación y certificación de la norma ISO 14001 puede variar según el tamaño y la complejidad de la organización, así como la industria en la que opera. Se recomienda buscar asesoramiento de expertos en sistemas de gestión para facilitar el proceso.